# Cupid's Rival
Cupid's Rival é um curta-metragem mudo norte-americano de 1917, do gênero comédia, dirigido por Billy West e estrelado por Oliver Hardy.

## Elenco
- Billy West - Billy
- Oliver Hardy - (como Babe Hardy)
- Ethel Marie Burton - (como Ethel Burton)
- Leo White
- Bud Ross
- Joe Cohen
- Ethelyn Gibson - Uma Modelo (como Ethlyn Gibson)
- Florence McLaughlin

## Estado de preservação
Cópias do filme existem em várias coleções particulares, e foi lançado em DVD como parte de uma coleção de curtas-metragens de comédia.